# Lidia Valentín
Lydia Valentín-Pérez (Ponferrada, 10 febbraio 1985) è una sollevatrice spagnola.
Ha partecipato a quattro edizioni dei Giochi Olimpici, conquistando una medaglia nel 2008, 2012 e 2016, e terminando al 10º posto a Tokyo 2020 nella categoria fino a 87 kg.

## Palmarès
Olimpiadi
- 3 medaglie:
  - 1 oro (-75 kg a Londra 2012);
  - 1 argento (-75 kg a Pechino 2008);
  - 1 bronzo (-75 kg a Rio de Janeiro 2016).

Mondiali
- 4 medaglie:
  - 2 ori (-75 kg ad Anaheim 2017, -81 kg ad Aşgabat 2018);
  - 1 argento (-81 kg a Pattaya 2019);
  - 1 bronzo (-75 kg a Breslavia 2013).

Europei
- 11 medaglie:
  - 4 ori (-75 kg a Tel Aviv 2014, -75 kg a Tbilisi 2015, -75 kg a Spalato 2017, -75 kg a Bucarest 2018);
  - 4 argenti (-75 kg a Lignano Sabbiadoro 2008, -75 kg a Adalia 2012, -75 kg a Tirana 2013, -76 kg a Batumi 2019);
  - 3 bronzi (-75 kg a Strasburgo 2007, -75 kg a Bucarest 2009, -75 kg a Kazan' 2011).

Giochi del Mediterraneo
- 2 medaglie:
  - 2 ori (-75 kg a Mersin 2013, -75 kg a Tarragona 2018).